# Nicola Perscheid
Nicola Perscheid, de son vrai nom Nikolaus Perscheid, né le 3 décembre 1864 à Coblence et mort le 12 mai 1930 à Berlin, est l'un des premiers photographes professionnels allemands. Il est connu pour ses portraits. Il a développé un objectif photographique particulier permettant le flou artistique, appelé la lentille de Busch-Perscheid.

## Biographie
Nikolaus Perscheid est né à Moselweiß près de Coblence, en Allemagne, où il fréquente aussi l'école primaire. À quinze ans, il commence un apprentissage de photographe. Ensuite, il travaille comme photographe à divers endroits. Il exerce, entre autres, à Sarrebruck, Trèves, et Colmar, mais également à Nice, Vienne, ou Budapest. À Klagenfurt en Autriche, il réussit à obtenir un emploi stable dans l'atelier Beer comme « retoucheur ». Il devient, le 1er mars 1887, membre de la Société photographique de Vienne (Wiener Photographische Gesellschaft). En 1889, il s'installe à Dresde, où il travaille d'abord dans le studio de Wilhelm Höffert (1832–1901), un studio alors réputé en Allemagne, avant d'ouvrir son propre studio à Görlitz le 6 juin 1891. L'année suivante, il est nommé « Königlich Sächsischer Hofphotograph », photographe à la cour d'Albert de Saxe. En 1894, Perscheid déménage à Leipzig. Une célèbre photographie est Der Schnitter (le « Faucheur »), en gomme bichromatée bleu-noir de dimensions 43,1 × 56,0 cm, dont un exemplaire se trouve depuis 1901 dans le Kupferstich-Kabinett de Dresde.

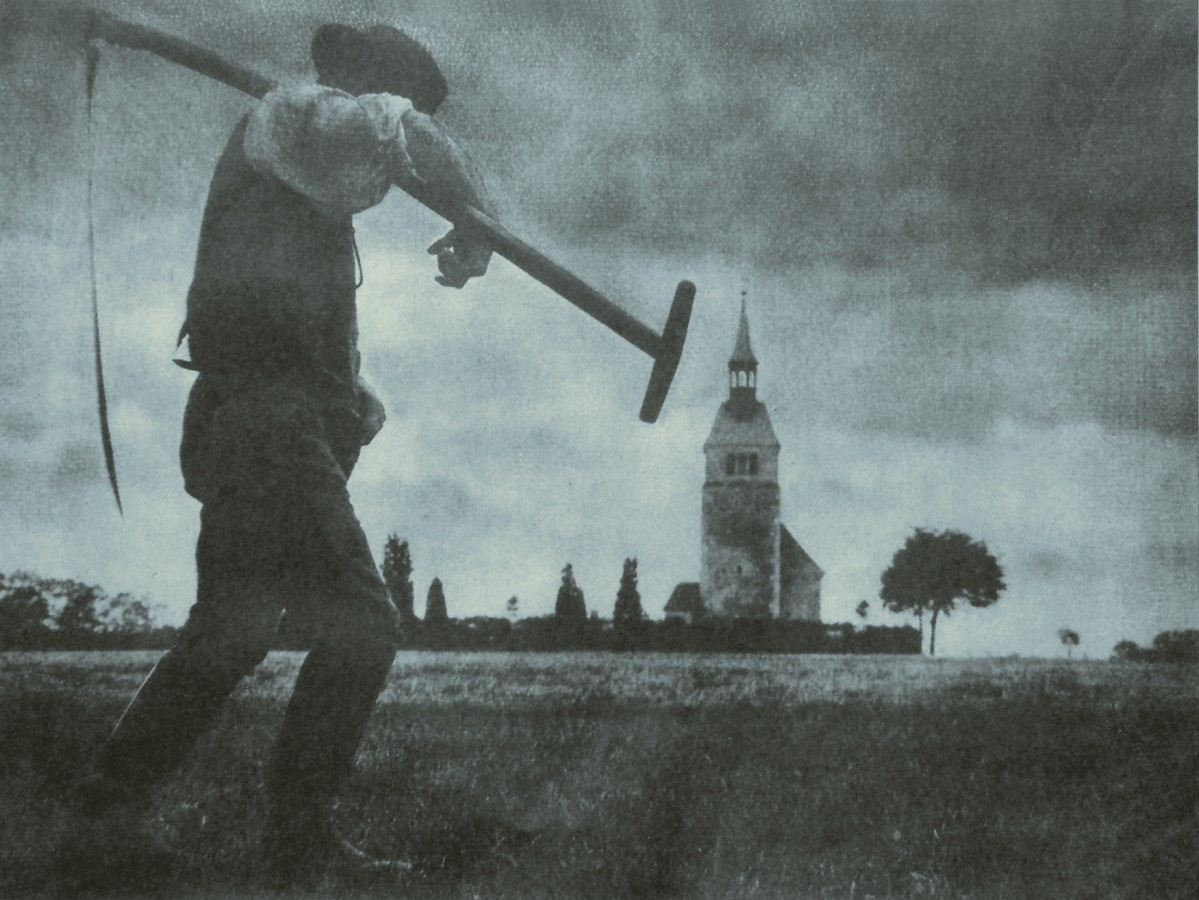
Der Schnitter, gomme bichromatée (1901).

En 1897, Perscheid publie une première image dans un magazine photographique réputé. Ensuite, il participe à de nombreuses expositions. Il rencontre également le peintre et sculpteur Max Klinger qui l'introduit dans le milieu artistique et qu'il photographie fréquemment. Ce sont les contacts avec les intellectuels et artistes qui probablement l'incitent à développer la photographie d'art, et à les exposer.
Vers 1900, Alfred Krauth fut, pour un an et demi, opérateur et premier assistant de Perscheid, avant de s'établir comme photographe indépendant et de développer notamment la stéréophotographie.

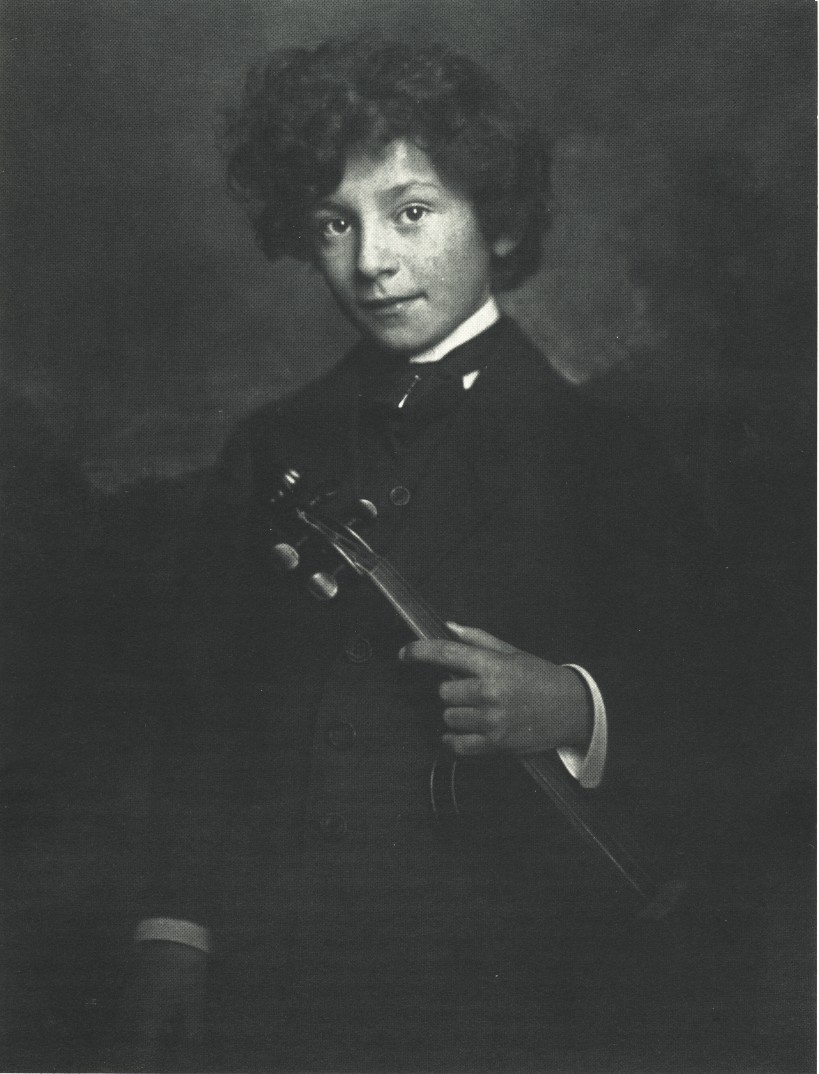
Son fils Lothar (vers 1910).

Quand il déménage à Berlin en 1905, il est un photographe renommé et réputé. Son atelier est décrit, dans la presse locale, comme exceptionnellement luxueux, meublé avec goût, comme un salon bourgeois. Il y fait des expérimentations de photographies en couleur, comme la pinatypie. Les temps de pose étant très long, ses modèles sont accoudés à une chaise. Anne Jungmann, qui figure sur une des photos, était dame de réception dans son atelier, et faisait patienter les clients par des intermèdes musicaux au piano. Quand son assistant Arthur Benda le quitte en 1907, il abandonne ces expériences. La concurrence des Frères Lumière et de leur procédé plus efficace y était peut-être pour quelque chose. Ses portraits lui permettent d'obtenir de nombreux prix. En 1909, au sommet de son développement créatif, Nicola Perscheid reçoit la Große Silberne Staatsmedaille de l'Association des photographes allemands (de) qui est considérée comme la décoration la plus importante des photographes professionnels.
Entre 1913 et 1923 Perscheid donne des cours en Allemagne, en Suède et au Danemark pour transmettre ses techniques photographiques. En octobre 1913, Perscheid anime un cours devant la Société suédoise de photographie, qui a été un grand succès puisqu'il en était fait état encore dix ans plus tard. En 1923, il accepte une invitation du Collège danois de photographie à Copenhague.

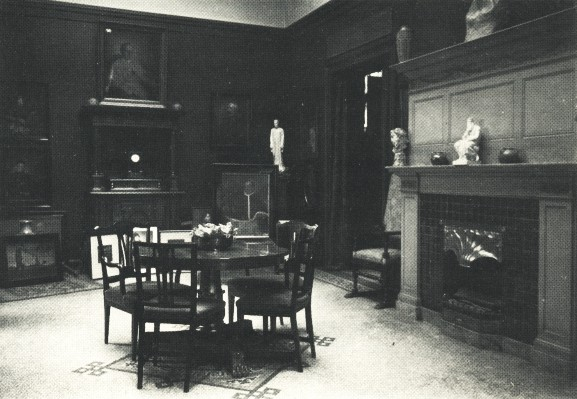
Vue de l'atelier de Berlin.

Perscheid a eu plusieurs élèves qui sont eux-mêmes devenus des photographes renommés. Arthur Benda étudie chez lui de 1899 à 1902, et le rejoint à nouveau en 1906 comme son assistant pour l'expérimentation de photographies en couleur. Il quitte Perscheid en 1907, et avec Dora Kallmus (« madame d'Ora »), il s'établit à Vienne où il travaille dans son studio Atelier d'Ora qu'il reprend ensuite, et qui existe sous le nom Ora-Benda jusqu'en 1965. Dora Kallmus aussi est étudiante chez Perscheid, de janvier à mai 1907. Henry B. Goodwin, qui émigre ensuite en Suède et y organise, en 1913, le cours de Perscheid, étudie auprès de Perscheid en 1903. En 1924, le photographe suédois Curt Götlin (1900–1993) étudie dans l'atelier de Perscheid. Perscheid a également influencé le photographe japonais Toragorō Ariga qui a fait ses études à Berlin de 1908 à 1914 et a aussi suivi les cours de Perscheid. Il retourne au Japon en 1915. La lentille Perscheid est utilisée, dans les années 1920, par presque tous les photographes professionnels à Tokyo, qui adoptent avec la technique aussi l'esthétique de Nicola Perscheid.
Nicola Perscheid a photographié d'innombrables personnalités de son temps. Souvent ses photographies étaient réalisés sans honoraire, et en contrepartie, il les utilisait comme publicités dans ses propres expositions ou prospectus. Il était chéri dans la société berlinoise, et s'était lié d'amitié notamment avec Max Liebermann, Lovis Corinth ou Hugo von Habermann. En plus des portraits du roi Albert de Saxe et de son frère, le futur roi Georges de Saxe, il a réalisé durant la Première Guerre mondiale des portraits de Hermann Göring, Manfred von Richthofen ou Theobald von Bethmann Hollweg. Il photographiait aussi des scientifiques, écrivains, hommes de religion, peintres. De nombreuses images d'acteurs servaient de cartes d'autographes. Son portrait du pape Pie XI de 1922 est bien connu.
Perscheid réalise aussi des portraits de militaires dont des portraits de Ferdinand von Zeppelin, Ernst von Mendelssohn-Bartholdy, Paul von Hindenburg, Karl von Bülow, Alfred von Tirpitz. Jusqu'à la fin de la Première Guerre mondiale, il contribue au Postkartenvertrieb de Willi Sanke à Berlin qui publie entre 1910 et 1918 des centaines de cartes postales d'aviation, y compris un nombre important de portraits d'as de l'aviation. Dans les années 1920, Perscheid a des difficultés financières comme de nombreux autres photographes professionnels. Les grands magasins de l'époque offraient des photos bon marché. De plus, dans certains établissements comme le magasin Adolf Stein, on offrait un portrait gratuit pour des achats de plus d'un mark. À l'époque, Perscheid travaille avec des éditeurs de périodiques comme la maison Ullstein. Plus d'une centaine de photographies de Perscheid se trouvent encore dans les archives de l’agence Ullstein, maintenant propriété de Axel Springer Verlag.
Vers la fin de sa vie, Perscheid avait des difficultés pécuniaires croissantes, dues à la situation économique générale, à la banalisation de la photographie et plus encore à son caractère excentrique. Il vivait son penchant pour le luxe et les dépenses inconsidérées encore à une époque où sa situation financière ne le lui permettait plus. De plus, sa santé se détériora à partir de 1925. En 1930, il a une attaque et est soigné à l'hôpital de la Charité. Pendant son séjour à l’hôpital, une vente aux enchères de son atelier et de l'installation est organisée pour payer ses dettes. Dans le catalogue figure aussi le piano sur lequel jouait Mademoiselle Jungmann. Nicolas meurt deux mois après la vente aux enchères.

## Aspects techniques et postérité
Perscheid expérimente la photographie couleur dès 1905, avec Arthur Benda, sans trop de succès, et l'abandonne en 1907. La pinatypie exige deux prises de vue identiques sur deux plaques, chacune demande une exposition entre 15 et 25 secondes.
Perscheid développe une lentille particulière qui permet de réaliser le flou artistique. Elle est spécialement conçue pour la réalisation de portraits grand format. L'objectif est un aplanat formé de deux achromats identiques et arrangés symétriquement autour d'une lentille centrale. Selon le réglage de la focale on peut contrôler le degré de flou. L'objectif est développé en collaboration avec l’entreprise Emil Bush A.G. à Rathenow en Allemagne, et commercialisé en 1921. Il est utilisé souvent, même si après la fin de la Première Guerre mondiale le style photographique évolue vers un réalisme de photographie pure. Ariga introduit l'objectif Perscheid au Japan, où elle devient très populaire parmi les photographes portraitistes dans les années 1920.
Après 1921, le photos de Nicola Perscheid montrent une préférence pour l'emploi de l’objectif Busch-Perscheid qui adoucit aussi la lumière. Contrairement à d'autres collègues, il ne retouche pas ses photos, opération qui, d'après lui, les dénature.
Même si parmi ses élèves figurent des photographes devenus célèbres comme Madame d'Ora ou Arthur Benda qui cherchaient à préserver sa mémoire, Nicola Perscheid était déjà considéré comme dépassé au moment de sa mort. Les moyens de la photographie d'art développés par Perscheid, comme le tirage à la gomme bichromatée ou l'utilisation de lentilles spéciales, y compris la lentille Bush-Perscheid, étaient passés de mode, de même son style qui tentait de créer dans une photo l'impression d'une peinture.
Dans ses mémoires, son élève Arthur Benda écrit: « Mon maître était Nicola Perscheid. Certains entendent ce nom pour la première fois, d'autres l'ont peut-être déjà oublié et peu de personnes savent encore qui il était, et les jeunes débutants dans le métier mémorisent que ce nom est associé à une lentille dont il peut être question dans un examen ».

## Sélection de photographies

Célébrités
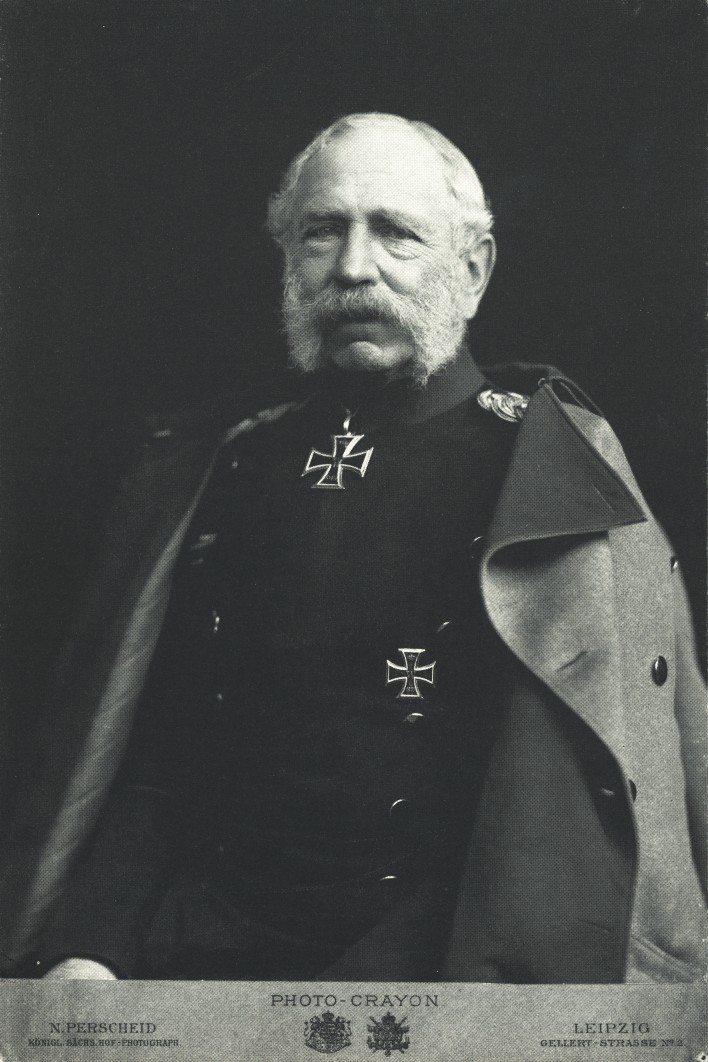
Albert de Saxe (1902)
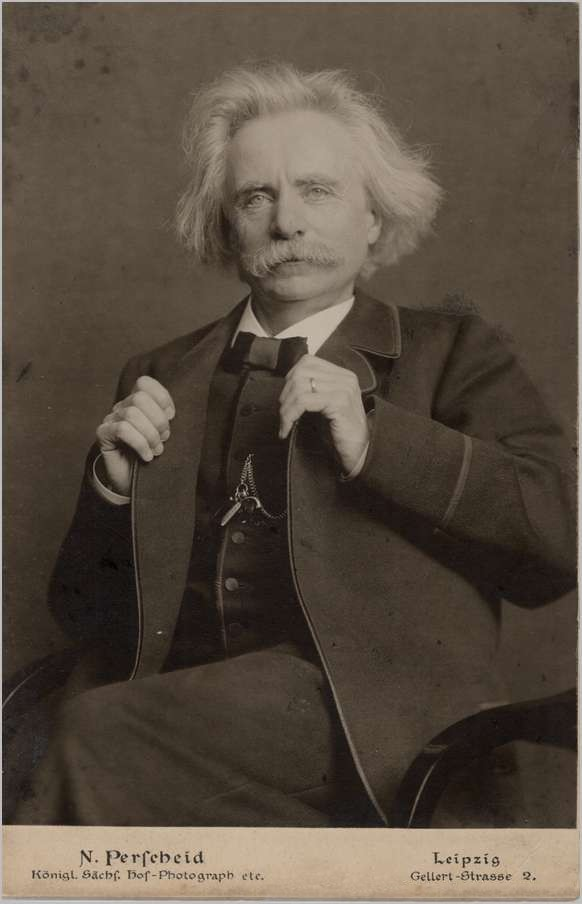
Edvard Grieg (1905)
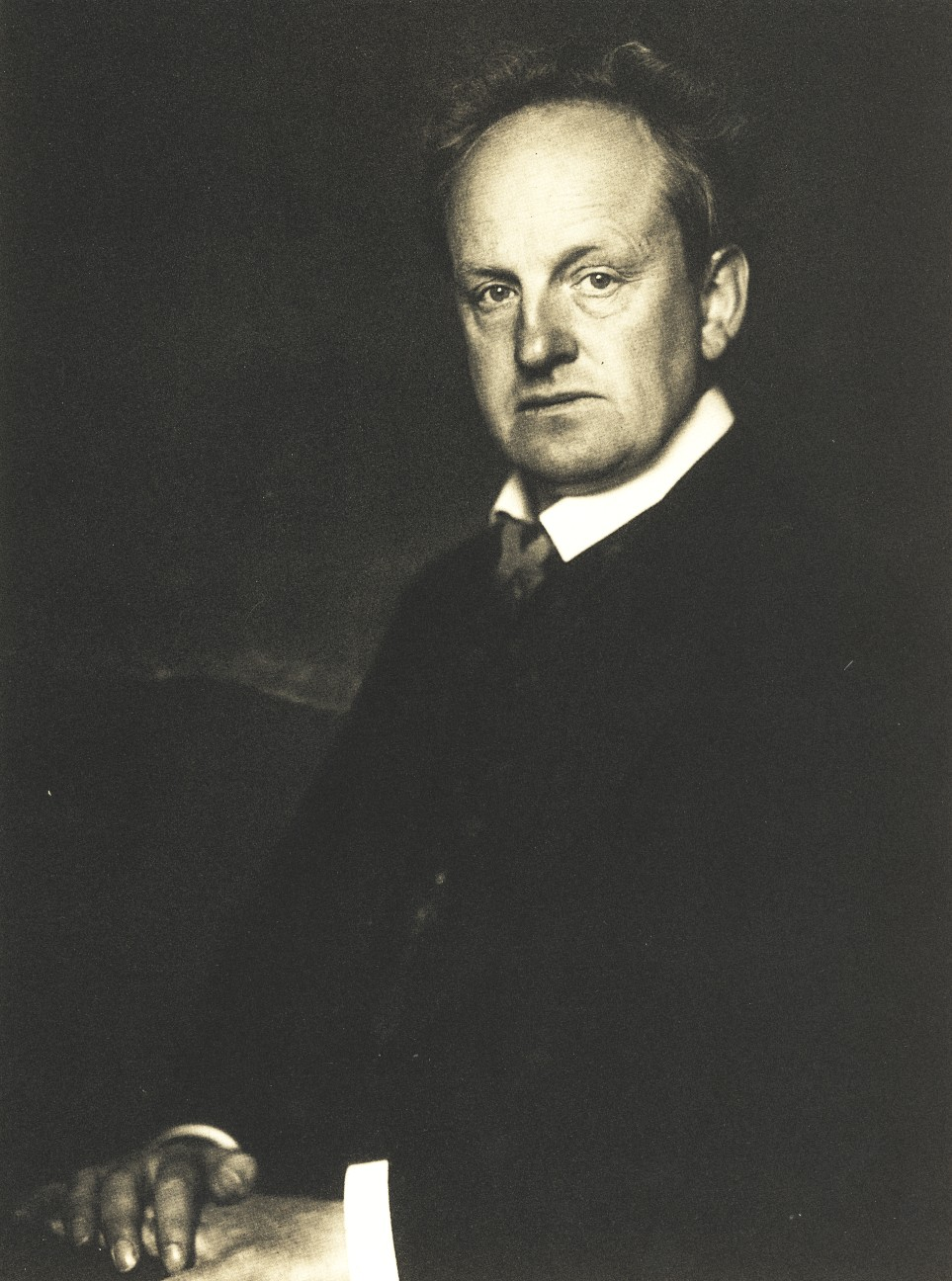
Gerhart Hauptmann (1914)
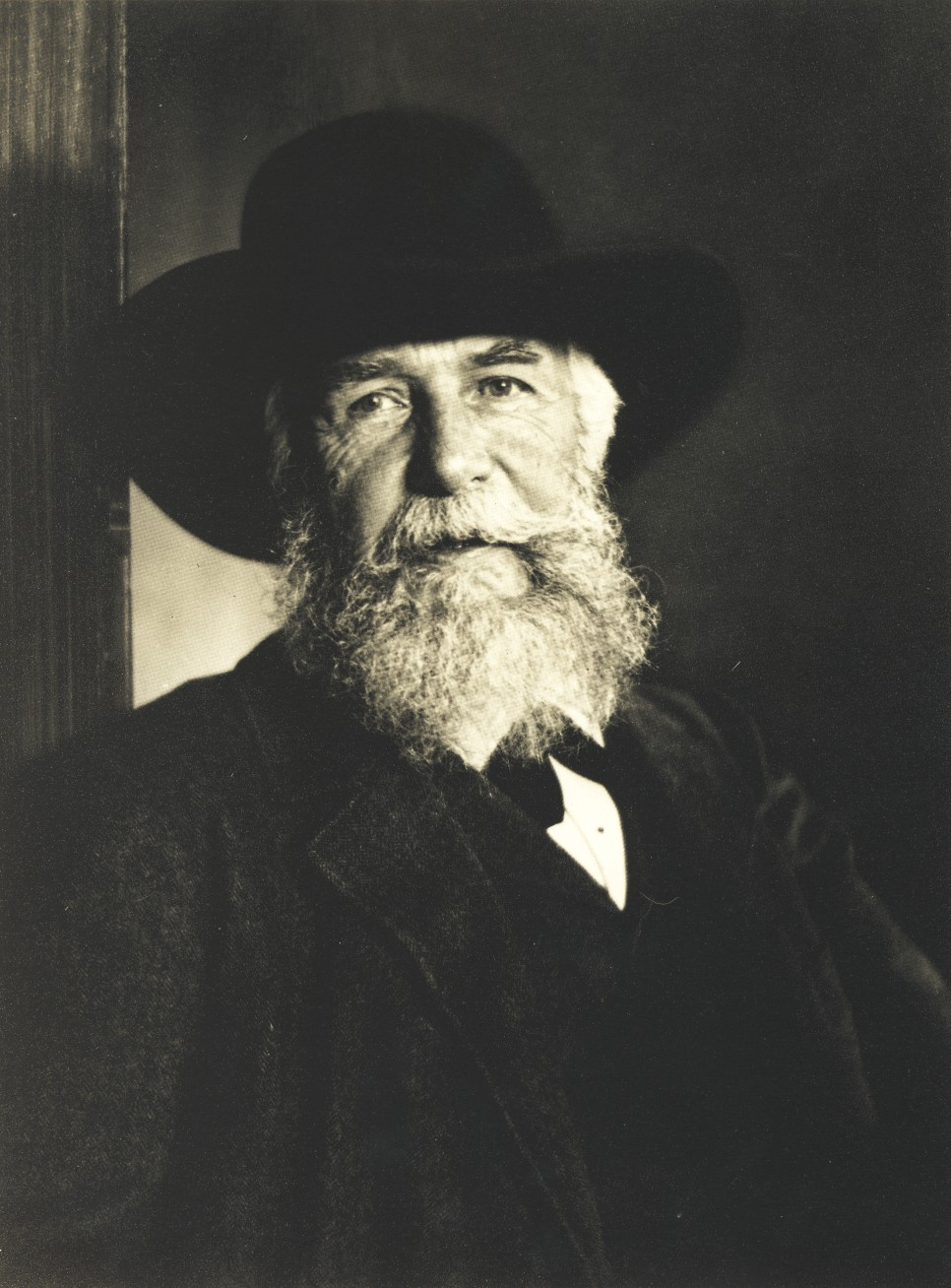
Ernst Haeckel (1918)
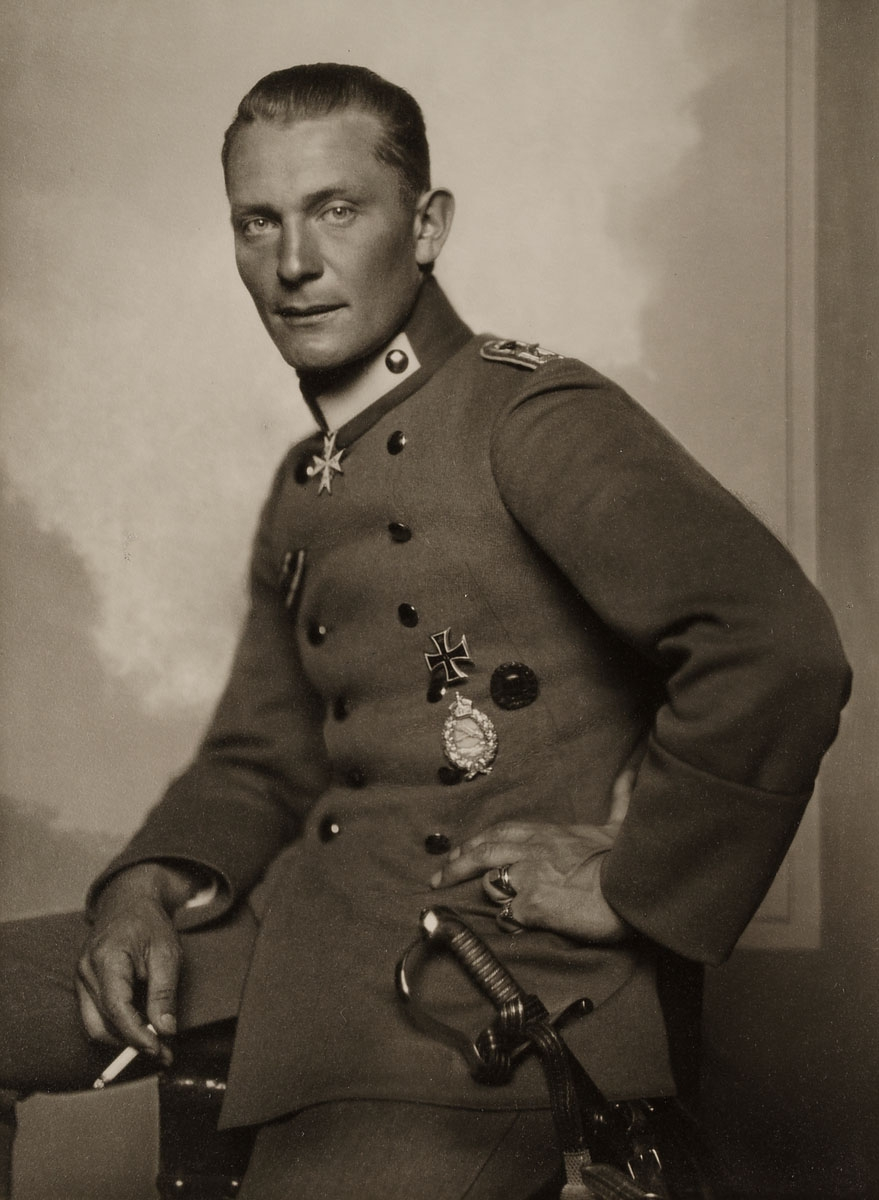
Hermann Göring (1918)
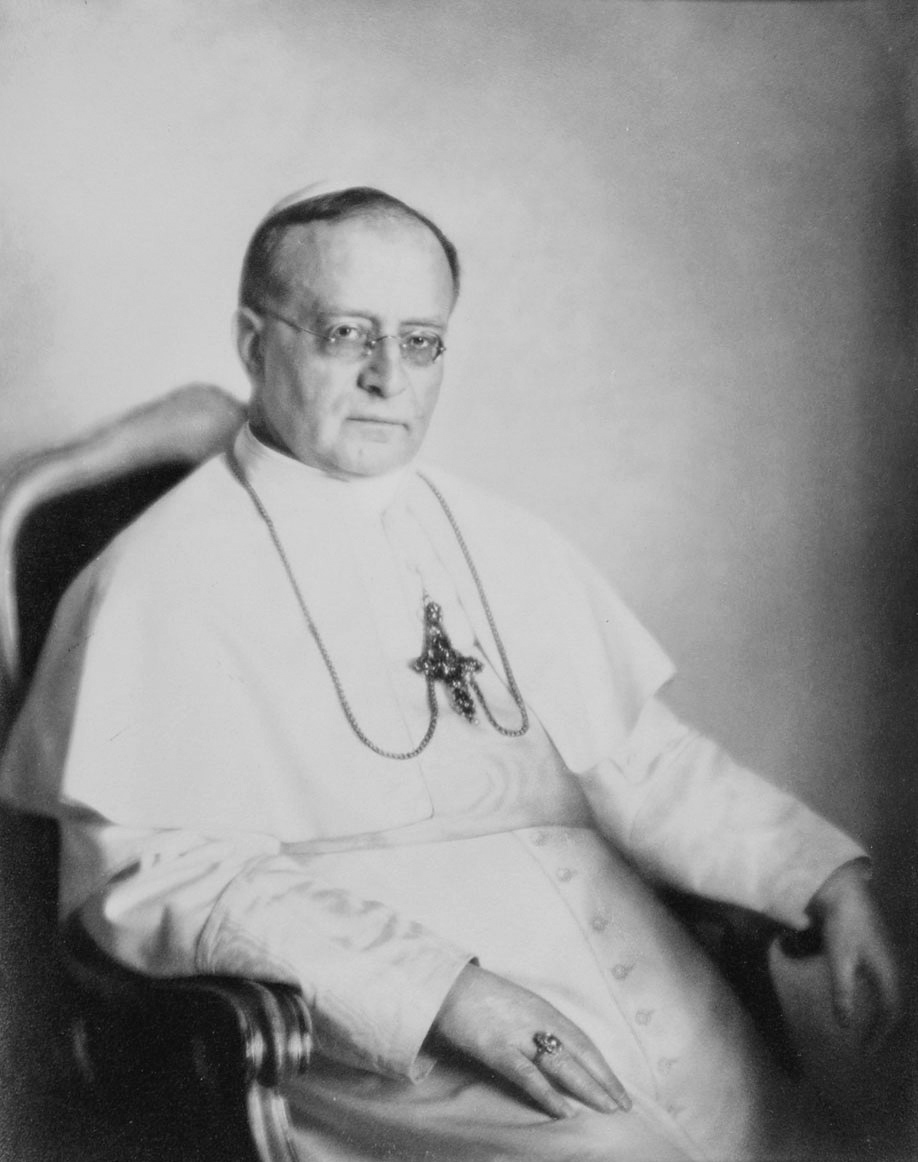
Pie XI (1922)

Illustration de techniques
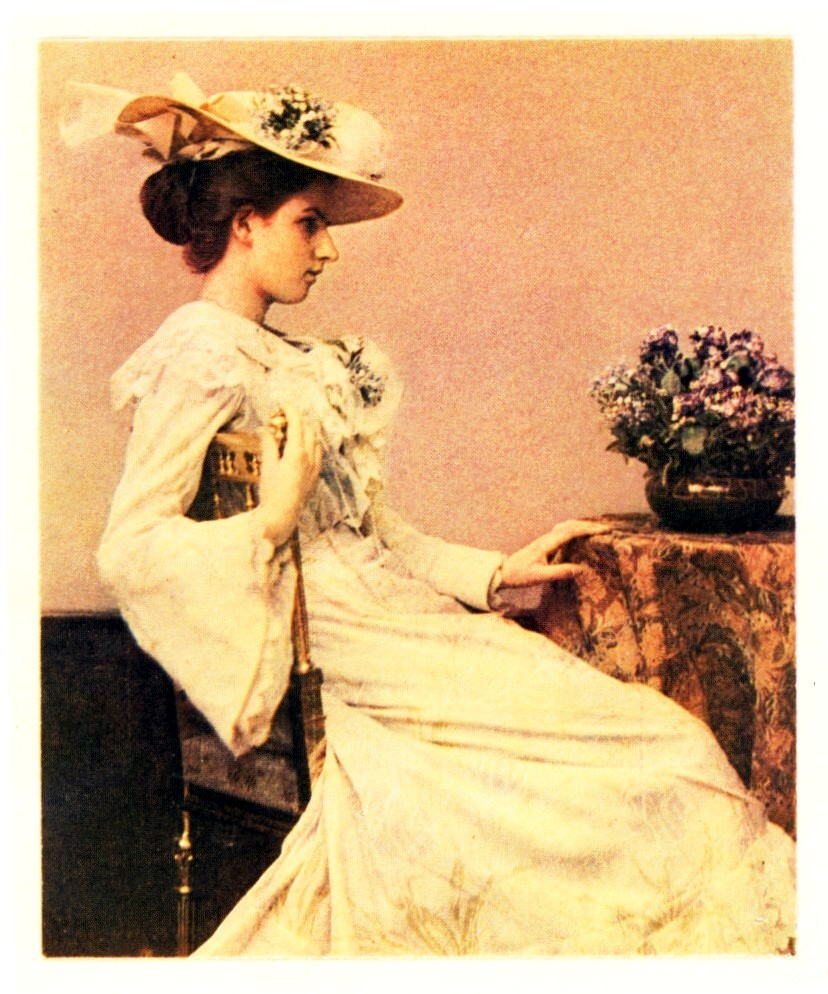
Mlle Jungmann, pinatypie (1900)
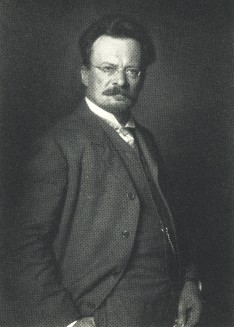
Adolf Miethe, impression carbonée (1905)
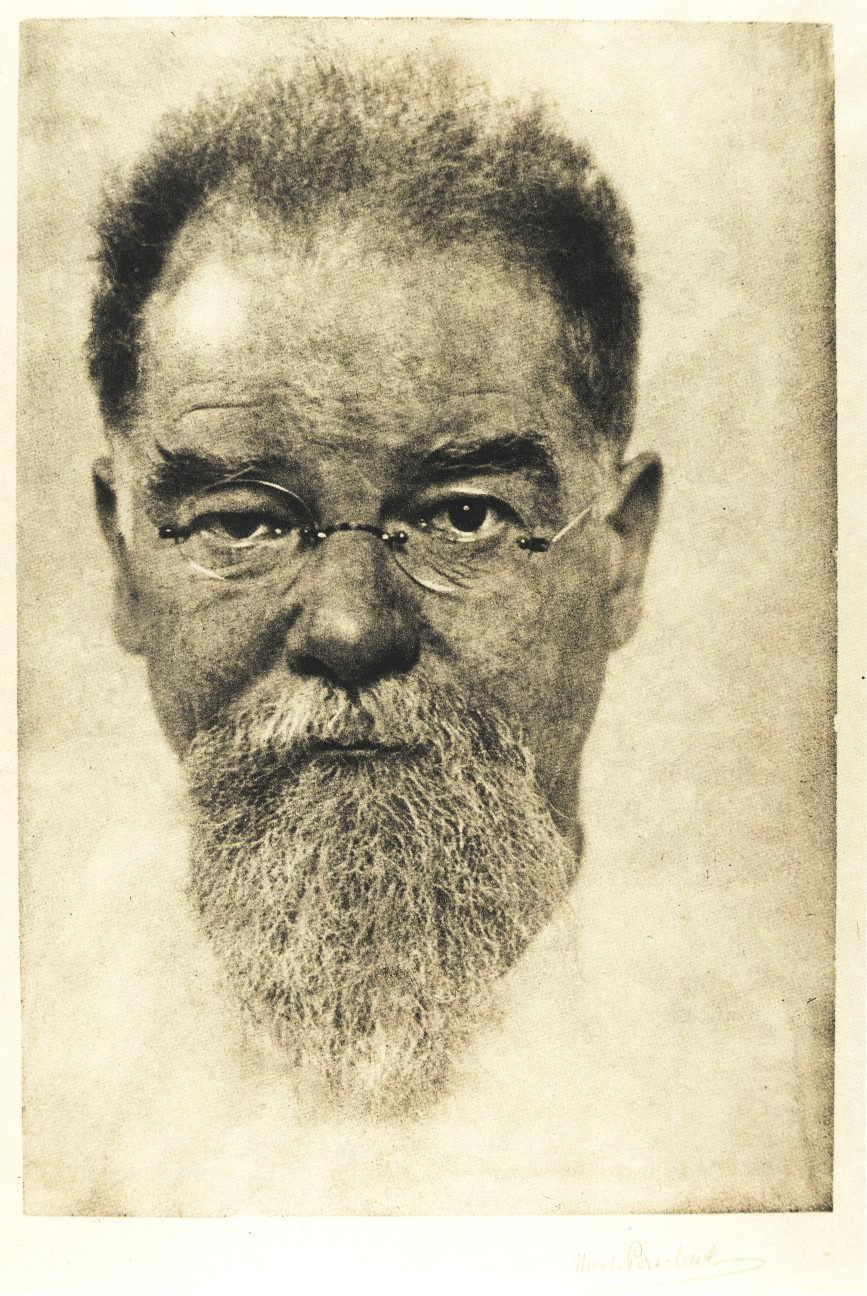
Max Klinger, bromoil (1915)

Acteurs et actrices
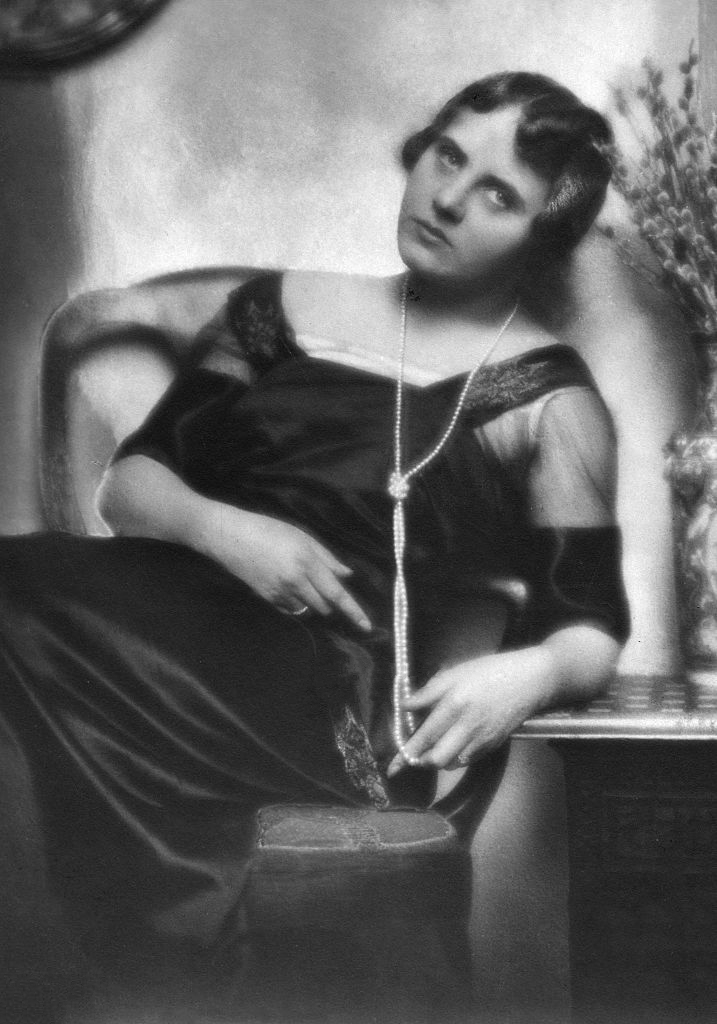
Ossi Oswalda
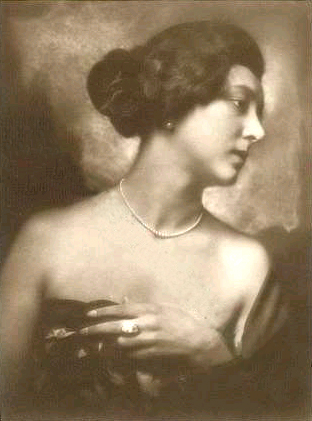
Ressel Orla
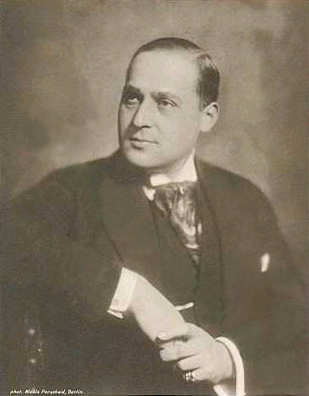
Felix Basch
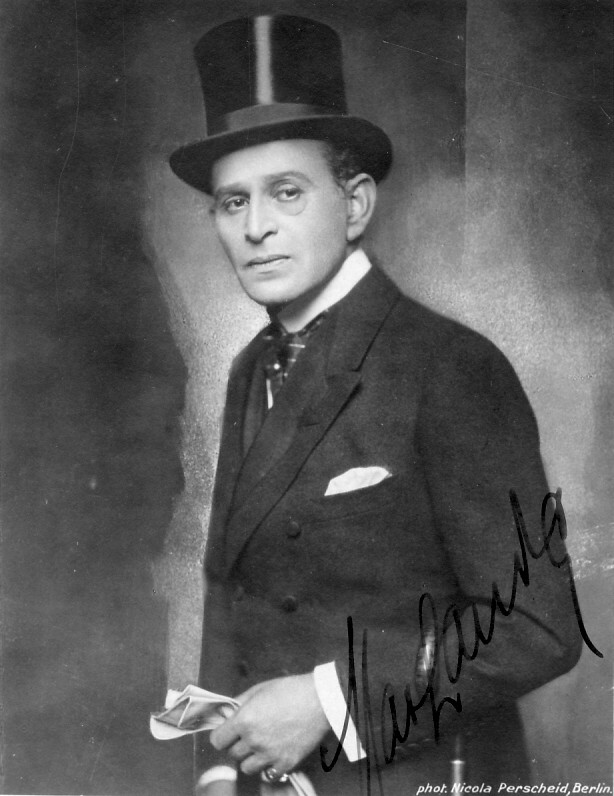
Max Landa
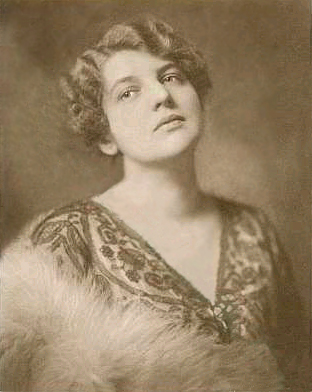
Lissy Lind
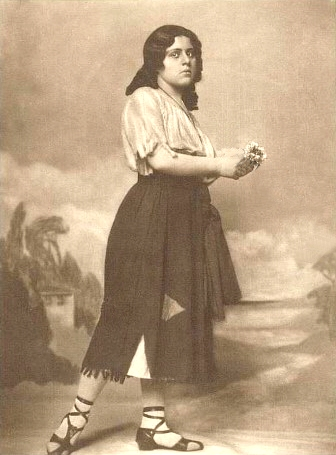
Lotte Stein
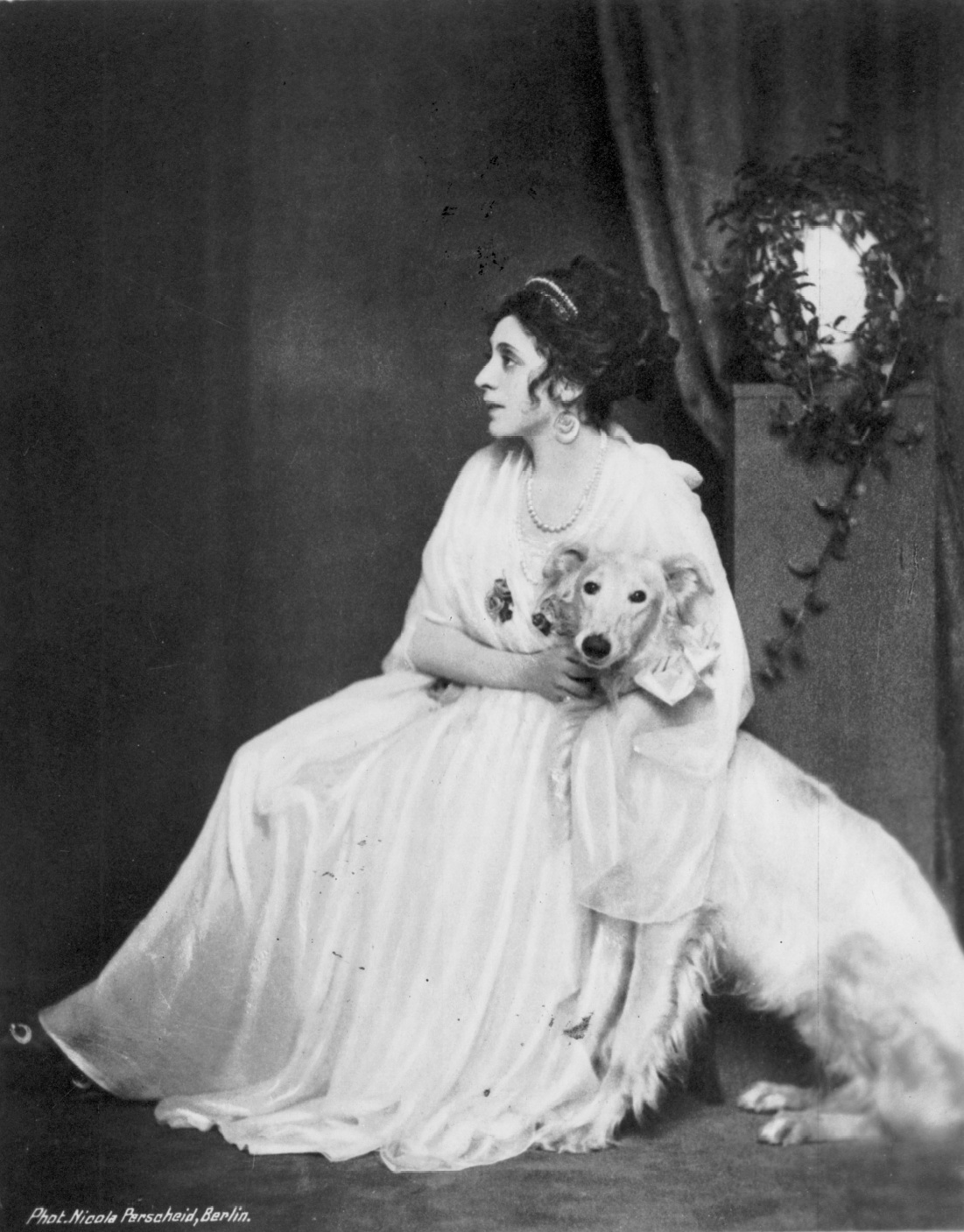
Fritzi Massary
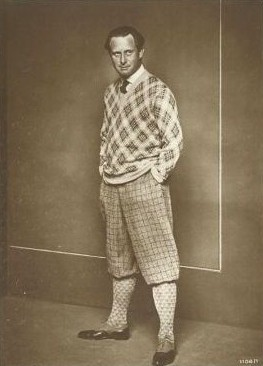
Carl Auen